# 기무라 다카히로
기무라 다카히로(일본어: 木村 孝洋, 1957년 4월 4일 ~ )는 일본의 전 축구 선수, 감독이다.

## 구단 경력
1983년부터 1988년까지 일본 사커 리그의 마쓰다에서 뛰었다. 1987년에 천황배 준우승.

## 지도자 경력
은퇴 후에는 산프레체 히로시마의 코치를 거쳐, 2002년 7월 감독으로 취임하였다. 2005년부터 2006년까지 나데시코 리그의 도쿄 전력 마리제에서 감독을 맡았다.